# Monolith von Grafenau
Der Monolith von Grafenau ist ein möglicher Menhir bei Grafenau im Landkreis Freyung-Grafenau in Bayern.

## Lage und Fundgeschichte
Der Stein befindet sich südöstlich von Grafenau, in einem Waldstück zwischen den Ortsteilen Neudorf und Seiboldenreuth. Er wurde um 2004 entdeckt. 3,5 km südöstlich befindet sich der Steinkreis von Ringelai und nicht weit davon bei Neidberg ein weiterer Monolith.

## Beschreibung
Über das Material des Steins liegen keine Angaben vor. Er ist klingenförmig und um 45° geneigt, soll aber bis 2004 noch aufrecht gestanden haben. Seine Höhe beträgt 200 cm, seine Breite 100 cm und seine Dicke 70 cm.